# Mauretania

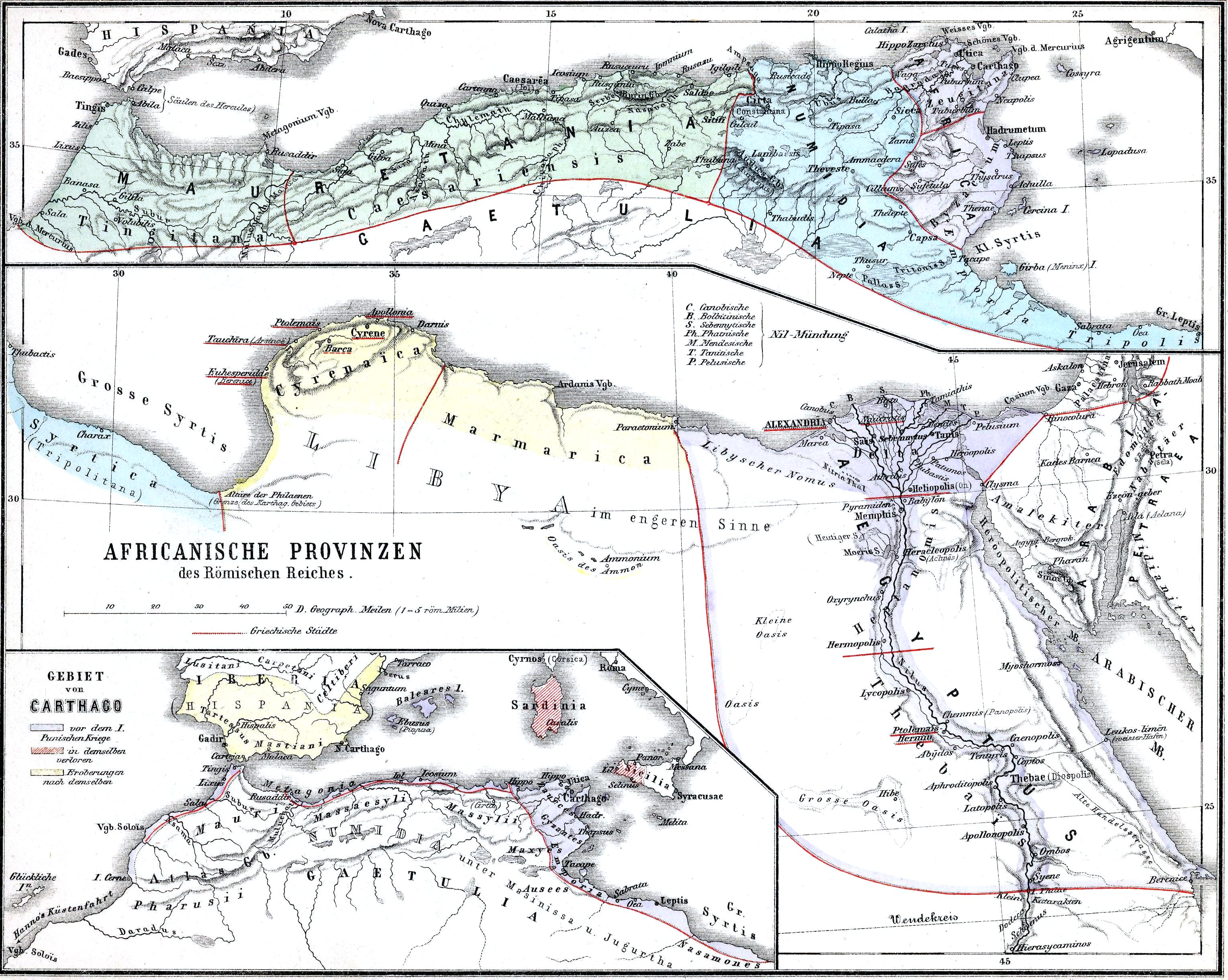
Mauretania

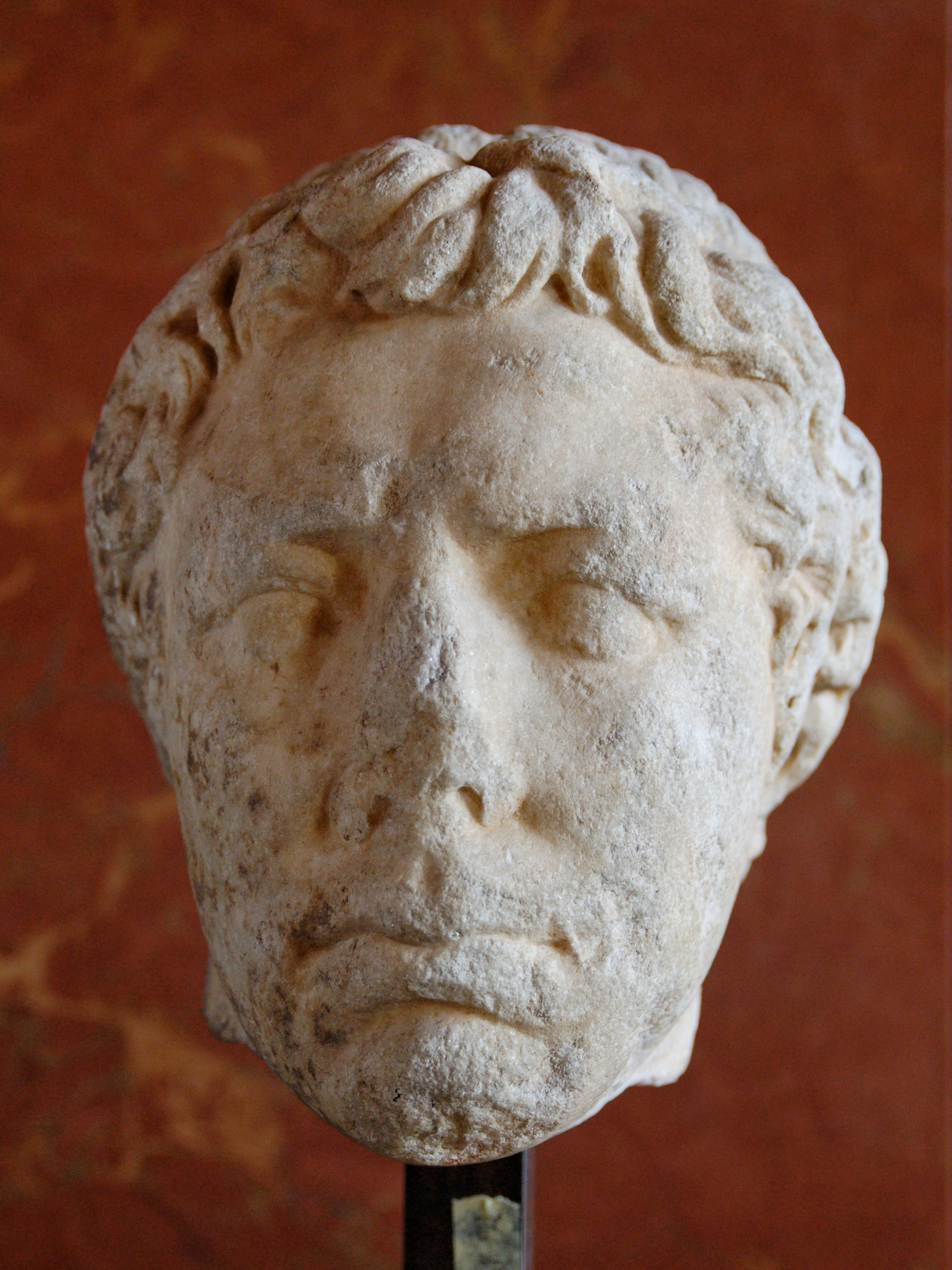
II. Juba mellszobra a Louvreban

Mauretania - ókori régió és ország Afrika északi partján, az abban a korban a berberek által lakott régió (Tamazgha), illetve a mai Magreb területének egy részén.  A mai Algéria középső részétől nyugatra az Atlanti-óceánig terjedt, lefedve a mai Marokkó északi részét, délen az Atlasz-hegység vonulataival határolva.
Őslakói, a berber nomádok, a rómaiak által mauri és masaesyli néven voltak ismertek.

## Városok
Fontosabb városai: 
- Mauretania Caesariensisben: Igilgiles (most Dsidseli), Saldae (Buzsi), Caesarea (Sersel), Cartenna (Tenesz), Sitifis (Szetif);
- Mauretania Tingitanában: Russadir (most Melilla), Tingis (most Tanger), Lixos (most Elaris).

## Története
Az ókori Mauretania területének körülbelül a következő tartományok felelnek meg: Fez, Marokkó és nyugat-Algéria. Határai voltak: északon a Földközi-tenger, keleten Numidia, délen Gaetulia, nyugaton az Atlanti-óceán.
Eredetileg bennszülött királyok uralma alatt állt, akik a rómaiak szövetségesei voltak. Kr.e. 27-től kezdve Mauretania királyai római vazallusokká váltak egészen 44-ig, amikor a területet Rómához csatolták és két tartományra osztották: Mauretania Tingitanara és Mauretania Caesariensisra. Az előbbinek Tingis, az utóbbinak  Caesarea volt a főhelye; a kettőt a Mulucha folyó választotta el. Az ország hegyei az Atlas rendszeréhez tartoznak és pedig: Buzara (ma Tittery), Phruraesum, Durdus és a tulajdonképi Atlas (’AtlaV meizwn Ptolem.), a bennszülötteknél Dyrin (ma Idrar Uderen). A nevezetesebb folyók Keletről Nyugat felé voltak: Ampsaga (ma Vad el kebir), Audus, Chinalaph (ma Sélif), Mulacha (ma Muluja). A nyugati tengerparton: Subur (ma Szebu), Phut, valószínűleg egy a Lixusszal (ma Elhusz).
Az ősi időkben Ázsiából bevándorolt lakosaik, a numidiaiak törzsrokonai, Mauri vagy Maurusii nevet viseltek; a nagyszámú törzsek között említve voltak: a massaesylusok M. Caesariensis nyugati részében, tovább Keletre a musonok, musulanusok, a Mazices; Mauretania Tingitanában a herpeditanusok a Mulucha mellett, a bacuaták és macaniták (kiket barbarusoknak neveztek, tehát a mai berberek), a metagoniták.
Mauretania Caesarensis legfontosabb városai Keletről Nyugat felé: Igilgilis, a numidiai tengeröböl mellett (ma Dsidseli), Saldae (ma Bougil), Icosium, Caesarea (ma Sersel), Cartenna (ma Tenesz), Sitifis (ma Szetif). Mauretania Tingitanában: Rusaddir (ma Melilla), jó kikötővel, Tingis (ma Tanger), Lixus (ma el Aris vagy Larache a nyugati parton), Thymiaterium, a Hanno által alapított első tengerparti gyarmat.
A 3. század végén egy másik tartomány, a Mauretania Sitifensis alakult ki a Caesariensis keleti részéből. Amikor a Vandálok 429-ben Afrikába érkeztek, Mauretania nagy része gyakorlatilag független lett. A kereszténység gyorsan terjedt a 4. és 5. században, de megszűnt, amikor  a 7. században az arabok foglalták el a régiót.

## Észak-Afrika az ókorban
Mauretania a berber mauri nép törzsi királyságaként létezett. Mauri (Μαῦροι) nevét Sztrabón említette az 1. század elején. Ezt az elnevezést latin nyelven is elfogadták, míg a törzs görög neve Maurusii (Μαυρούσιοι).  A Mauri később elnevezné nevüket az észak-afrikai mediterrán partok mocsarakra, legalább a 3. századtól kezdve. Mauretania mediterrán partja kereskedett Karthágóval az ie. 4. század előtt, de a belső területeket a berber törzsek irányították, akik a vaskor kezdetén telepedtek le a régióban.
A legendás Atlasz király Mauritánia királya volt. Mauri első ismert történelmi királya Baga, aki a második pun háború idején uralkodott. Mauri szoros kapcsolatban állt Numidiával. I. Bocchus (ie. 110-es évek) apósává vált jugidzsi királynak.
Mauretania a Kr. e. 33-ban a Római Birodalom vazallus királyságává vált. A rómaiak Numidiában II. Juba-t tették meg királyává. Amikor Juba 23-ban meghalt, művelt, Rómában tanult fia, Mauretania Ptolemája követte.  Claudius császár 44 évre Róma tartományaihoz csatolta Mauretania-t.